# Sint-Joriskerk (Holtrop)
De Sint-Joriskerk  (Duits: Sankt Jürgen), voorheen de Kerk van Holtrop (Holtroper Kirche), is een luthers godshuis in het Oost-Friese dorp Holtrop (gemeente Großefehn). De kerk behoort tot de grotere dorpskerken van Oost-Friesland.

## Geschiedenis en beschrijving
De rechthoekige zaalkerk van baksteen gaat tot het midden van de 13e eeuw terug. In de middeleeuwen viel de kerk onder de proosdij van Leer in het bisdom Münster. Aan de buitenzijde van de lengtezijde zijn nog resten van oude lisenen, die de muren in drie vlakken verdelen. Tegenwoordig zijn de oude rondbogige portalen dichtgemetseld. In de noordelijke muur bevindt zich nog een klein, hoog aangebracht rondboogvenster. De grotere vensters werden later ingebroken.
Oorspronkelijk bevond zich aan de oostelijke zijde een halfronde apsis, die wegens instabiliteit in de 13e of 14e eeuw moest worden afgebroken. Sindsdien ondersteunen twee steunberen de oostelijke muur. Het koortravee werd in de 14e eeuw overwelfd. In dezelfde periode bouwde men ook een doksaal in de kerk. Onder de linker en rechter boog van het doksaal stonden vroeger zijaltaren. Door twee hagioscoopachtige openingen konden de liturgische handelingen voor het hoogaltaar worden gevolgd. Van de drie gewelftraveeën in het kerkschip zijn slechts de aanzetten bewaard gebleven. Een gordelboog in het koor scheidt twee langwerpige gewelven.
Toen in 1772 het orgel een plaats kreeg op het doksaal, werd de triomfkruisgroep verplaatst naar de noordelijke muur. In het kader van de kerk- en orgelrestauratie in het jaar 1972 werd het orgel naar de westelijke galerij verplaatst, terwijl de kruisigingsgroep na 200 jaar weer de oorspronkelijke plaats op het doksaal terugkreeg.
In de 19e eeuw verhoogde men de muren van de kerk en werd het huidige spitsbogenfries aangebracht. Uit deze tijd dateert ook de neogotische voorbouw in het westen om de wind te keren.
Lange tijd wist men niet aan welke heilige de kerk ooit was gewijd. Na lang zoeken ontdekte men in kerkelijke archieven dat de kerk aan Sint-Joris gewijd was. Tijdens een plechtige viering in 2005 werd de kerk opnieuw aan de heilige gewijd en sindsdien draagt de kerk de naam Sankt Jürgen, de Noord-Duitse naamvorm van de heilige Joris.
Ten zuiden van de kerk staat de vrijstaande, scheve klokkentoren van het in de streek meer voorkomende parallelmuurtype. In de klokkentoren hangen drie klokken.

## Interieur

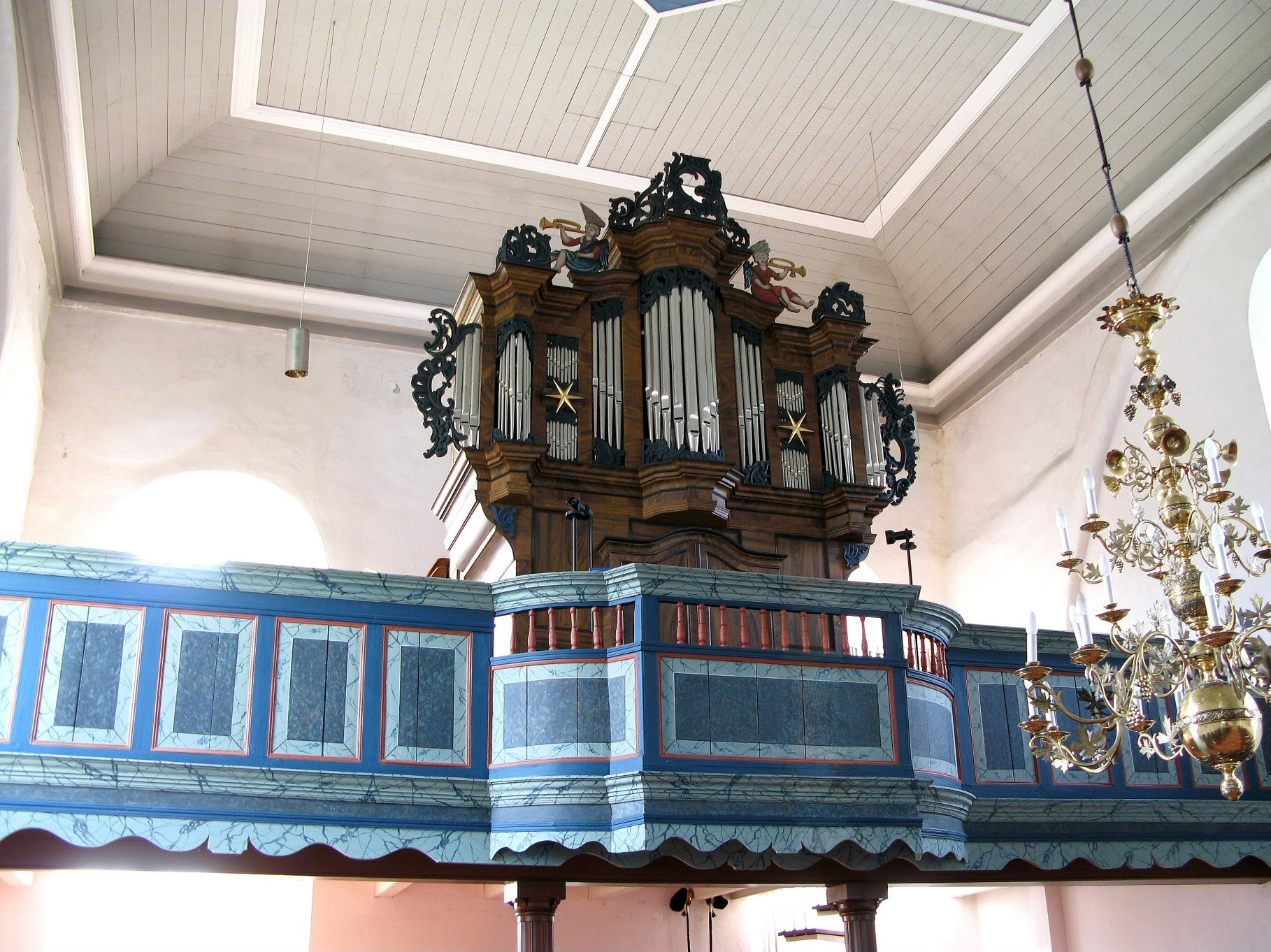
Orgel

Van de gewelven in het kerkschip zijn slechts de aanzetten bewaard gebleven. Tegenwoordig heeft de kerk een houten plafond. Tijdens de restauratie in de jaren 1970 werd aan de noordelijke muur een laatgotisch fresco uit de tweede helft van de 15e eeuw ontdekt. Het stelt de dag des oordeels voor.
Met name het nog aanwezige doksaal voor het oostelijke koor is bijzonder. Van de ten minste 26 Oost-Friese kerken met een doksaal, hebben slechts vijf kerken het doksaal weten te behouden. Het altaarretabel uit de 17e eeuw komt voort uit de school van de Duitse houtbewerker Cröpelin uit Esens en werd in 2001 gerestaureerd. De drie boven elkaar geordende schilderijen stellen het Laatste Avondmaal, de Kruisiging en de Opstanding voor. Gedraaide zuilen en decoraties met ranken en beslagwerk versieren het retabel. Het retabel en de kansel, die stilistische overeenkomsten vertonen, dateren beide uit de 17e eeuw. Het rijke beslagwerk aan de kanselkuip en het zevenhoekige klankbord verwijzen naar de late-renaissance. Tussen de ionische hoekzuilen bevinden zich op de kanselkuip beschilderingen van Christus en de vier evangelisten. In de jaren 1970 werd voor het doksaal een eenvoudige mensa van baksteen als nieuw altaar bij de kerkgemeente geplaatst. Ook het doopvont dateert uit deze tijd.
Op het doksaal staat een levensgrote kruisigingsgroep uit de 15e eeuw met naast de Gekruisigde Zijn moeder Maria en Zijn geliefde apostel Johannes. Twee kleine vleugelloze engelfiguren met kelken om het bloed van Jezus op te vangen verwijzen naar de eucharistie. Een derde engel, die waarschijnlijk verder naar beneden stond, ging verloren. Op het kruis zijn de symbolen van de vier evangelisten aangebracht.

## Orgel
Het historische orgel op de westelijke galerij met één manuaal werd door Hinrich Justus Müller in 1772 gebouwd. In de jaren 1976-1977 werd het instrument gerestaureerd door Rudolf von Beckerath Orgelbau GmbH, waarbij enkele eerdere ingrepen ongedaan werden gemaakt. In 2000 werden ten slotte nog de twee oorspronkelijke tongwerken gereconstrueerd. Het orgel heeft acht registers en heeft tegenwoordig weer de originele dispositie.